# (7812) Billward
(7812) Billward ist ein Asteroid des mittleren Hauptgürtels. Er wurde am 26. Oktober 1984 vom US-amerikanischen Astronomen Edward L. G. Bowell an der Anderson Mesa Station (IAU-Code 688) des Lowell-Observatoriums in Anderson Mesa im Coconino County in Arizona entdeckt.
Der Asteroid wurde am 28. Juli 1999 nach dem US-amerikanischen Astronomen William R. Ward (1944–2018) benannt, der sich mit der Entstehung und Entwicklung von Planetensystemen befasste und 2003 den Brouwer Award sowie 2011 den Gerard P. Kuiper Prize für seine Forschungen erhielt.